# La Descente de croix (van der Weyden)
 (novembre 2022).
Pour la scène des Évangiles, voir Descente de croix.
Pour les articles homonymes, voir La Descente de Croix.
La Descente de croix est une peinture à l'huile sur panneau de bois du peintre flamand Rogier van der Weyden réalisée aux environs de l'année 1435. Cette peinture représente la descente du Christ de la croix par Joseph d'Arimathie et Nicodème. Elle est exposée au musée du Prado à Madrid.

## Historique
Le tableau a été commandé par la corporation des arbalétriers de Louvain en Belgique afin d’être installé pour servir de retable à la chapelle Notre-Dame-hors-les-murs de la ville. D’ailleurs la présence d’arbalète dans les coins supérieurs rappelle les commanditaires de l’œuvre. Les historiens de l'art Dirk De Vos et Lorne Campbell donnent, pour date approximative de réalisation, l’année 1435, mais De Vos affirme qu’elle doit être de 1443 car une copie daterait de cette année-là. 
Le tableau est échangé vers 1548 contre une copie de Michiel Coxcie et un orgue au bénéfice de Marie de Hongrie (sœur de Charles Quint). Marie installe le tableau dans la chapelle de son château de Binche où il est vu par de nombreux courtisans, notamment Vicente Alvarez qui écrit en 1551 : « C'était le plus beau tableau de tout le château et même, je crois, du monde entier, car j'ai vu dans ces régions de nombreux bons tableaux, mais aucun qui a égalé cette vérité dans la nature ou de dévotion. Tous ceux qui l’ont vu étaient du même avis ». 
À la mort de Marie, c’est son neveu Philippe II qui en hérite et le fait installer dans son pavillon de chasse du Prado.
Le 15 avril 1574, le tableau entre dans l’inventaire du musée de l'Escurial avec d’autres tableaux rassemblés en un triptyque.
En 1936, lorsque la guerre civile espagnole éclate, le tableau est évacué vers Valence afin de le protéger. En 1939, il est transporté en train vers la Suisse pour être exposé au musée d’Art et d’Histoire de Genève. En septembre, la peinture retourne définitivement au musée du Prado.

## Structure de la peinture

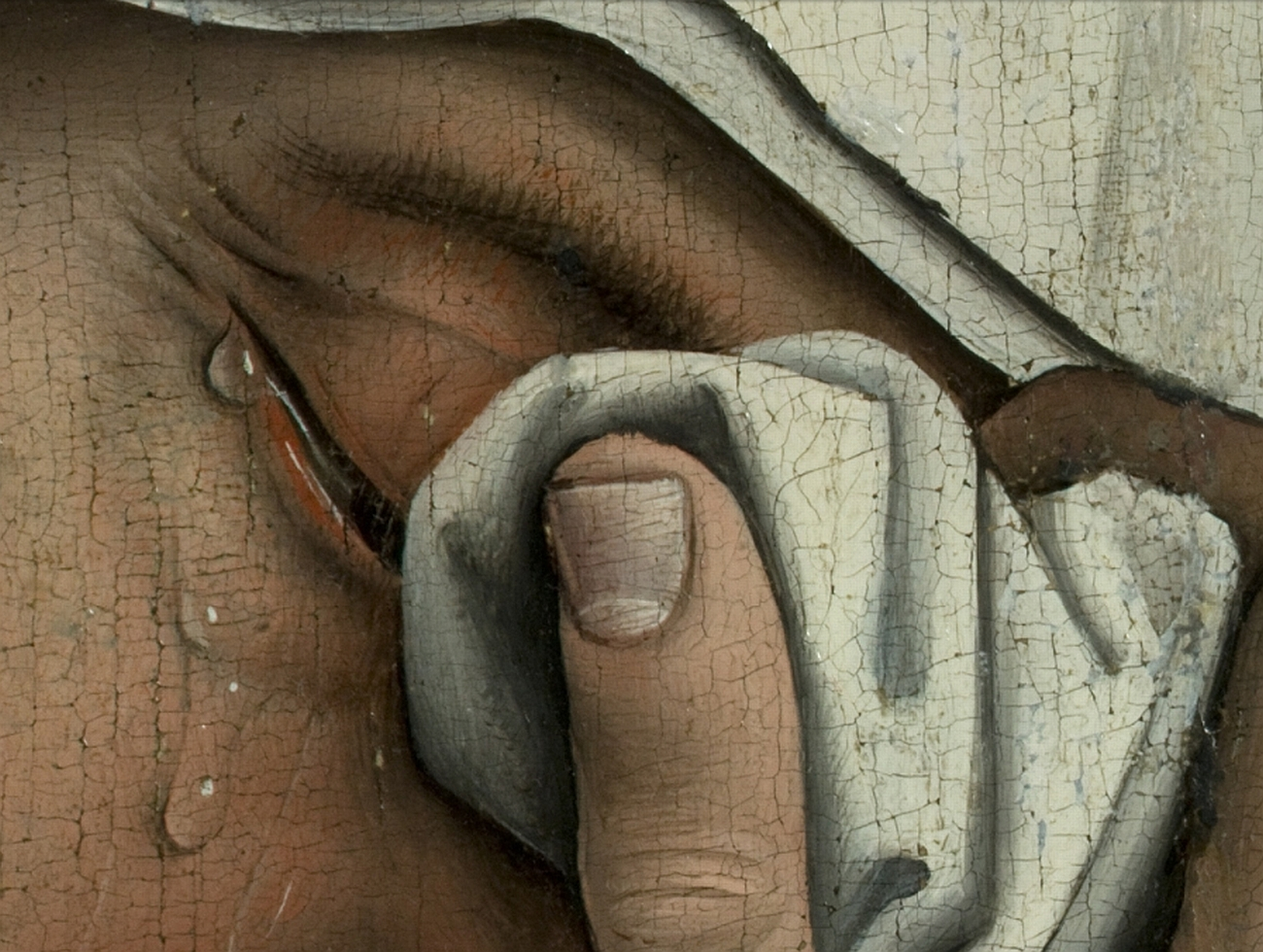
Détail.

Lorne Campbell identifie les personnages sur le tableau comme étant (de gauche à droite) : Marie Cléophas (demi-sœur de la Vierge Marie), saint Jean, Marie Salomé (autre demi-sœur de la Vierge Marie), la Vierge Marie s’évanouissant, le corps du Christ, Nicodème ou Joseph d'Arimathie (en rouge et en or), l’homme barbu derrière Joseph qui tient une jarre est certainement un serviteur et Marie-Madeleine. 
Il y a un désaccord entre les historiens de l’art sur la position des personnages de Nicodème et de Joseph d’Arimathie.

## Qualité de l’œuvre et impact
Ce qui rend l’œuvre unique pour cette période est l’évanouissement de la Vierge Marie, qui s’effondre dans une position qui reflète celle du Christ jusque dans le nombre de personnes qui la soutiennent. Sa posture est une nouveauté dans l’art primitif flamand. Le tableau reflète directement la dévotion exprimée par Thomas a Kempis dans L'Imitation de Jésus-Christ publiée en 1418. Le texte, tout comme le tableau, invite le lecteur à s’identifier et ressentir les souffrances du Christ et de sa mère. Denys le Chartreux a souligné l’importance de Marie et de sa foi lors de la mort du Christ ; il est convaincu que Marie était proche de la mort lorsque son fils périt et que par là même elle participe à sa rédemption : ce tableau exprime cette idée.
La forme d’une arbalète peut être vue dans la posture du corps du Christ, toujours en rappel des commanditaires. Powell soutient que dans la théologie médiévale, une métaphore se fait entre le corps de Jésus sur la croix et une arbalète tendue. Heinrich von Neustadt écrit : « Il était étendu sur la croix… et ses bras tirés comme la corde d’un arc ». Dans son tableau La Descente de croix, Rogier représente les bras du Christ détendu comme un arc qui a tiré sa flèche.
Les personnages sont de plus vus comme des sculptures peintes au naturel, dans la mesure où ils sont figurés dans une niche d’architecture dorée.
La peinture est d'une rare complexité spatiale. L’action se déroule dans un espace de profondeur restreinte, alors qu’il y a cinq niveaux de profondeur dans ce tableau : la Vierge à l’avant, le corps du Christ, les personnages qui portent le corps, la croix et l’assistant sur l’échelle. 
Le tableau peut être lu comme une synthèse figée de toutes les étapes pendant et après la descente de la croix : l’abaissement du cadavre, la déposition, la lamentation et la mise au tombeau. Les pieds du Christ semblent être encore cloués ensemble, tandis que son corps conserve la même position que sur la croix. Alors que le corps du Christ semble tendu comme pour être présenté au spectateur, Joseph d’Arimathie regarde vers le crâne d’Adam et crée un lien entre le crâne, les mains de Marie et de celles de son fils afin de visualiser l’essence même de la rédemption. 
Campbell affirme que la clé de l'œuvre n'est pas le naturalisme dans le détail mais plutôt l'utilisation de la distorsion pour induire un sentiment de malaise chez le spectateur. Le corps du Christ ne porte pas d’autre marque que les stigmates. Son but n’est pas d’être fidèle à la réalité mais plutôt d’induire un sentiment de vénération ; Campbell suggère que Rogier est plus proche de Matisse ou de Picasso que de ses contemporains.
Un exemple de trompe-l'œil : le jeune homme au sommet de l’échelle semble avoir son bras pris entre la croix et le cadre de fiction et l’entrelacs, et l’un des clous qu’il tient est comme sortant de l'encadrement.

## Influence

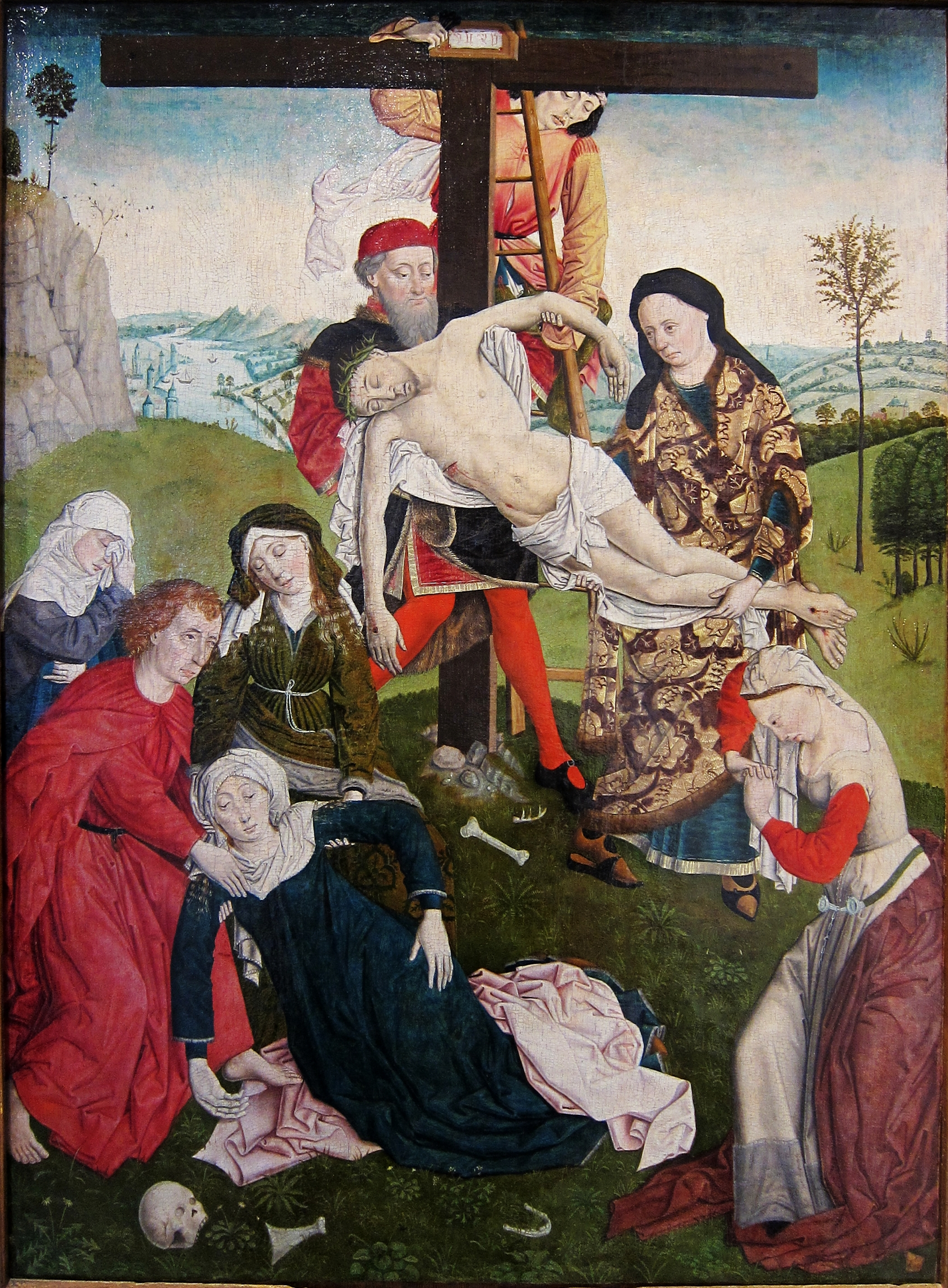
Descente de croix, inspiré par Rogier van der Weyden.

Depuis sa création, cette œuvre fut souvent copiée et considérée comme extrêmement influente. Même déjà pendant la vie de van der Weyden, elle fut décrite comme un chef d’œuvre exceptionnel.
En 1565, l'imprimeur anversois Hieronymus Cock imprima la première reproduction de la descente de Rogier : une gravure de Cornelis Cort avec ces mots inscrits : « Rogerij Belgae inventum ». La gravure de Cock est la première référence au nom de Rogier van der Weyden en association avec la descente de croix.
En 1953, l'historien d'art Otto Von Simson (de), déclara qu'aucune autre peinture de cette école n'avait été copiée et adaptée aussi souvent.
En 2010, dans un documentaire de la BBC extrait de la série La Vie privée d'un chef d’œuvre qui s'intéressa à l'influence de la descente de la croix, le professeur Susie Nash du Courtauld Institute of Art commenta : « il semble que l'innovation dont fit preuve Van der Weyden fut si frappante que la plupart des autres artistes à travers l'Europe ne purent y échapper ». Nash conclut en déclarant : « Je pense qu'il a de très très bonnes raisons de dire qu'il s'agit de la plus importante peinture de toute la période du XVe siècle ».
En janvier 2009, au sein d'un projet en collaboration avec le Prado, Google Earth numérisa douze de ses plus grands chefs-d’œuvre incluant La Descente de croix. Et ceci dans une résolution de 14 000 mégapixels (1 400 fois plus précise qu'une photo prise avec un appareil photo numérique).